# Ponthus et Sidoine
« Ponthus » redirige ici. Pour les autres significations, voir Hêtre de Ponthus.
Le roman de Ponthus et Sidoine (ou Ponthus et Sidonie ; titre complet : Ponthus et la belle Sidonie), également nommé roman de Ponthus, est un roman en prose anonyme paru entre 1390 et 1425, peut-être commandé par Geoffroi de La Tour Landry ou la famille de Laval, nobles bretons, afin de renforcer leur légitimité sur la Bretagne. Il se déroule en Galice et en forêt de Brocéliande, mettant en scène le chevalier de Ponthus, un noble galicien qui tombe amoureux de la princesse Sidoine, fille du roi de Bretagne.

## Résumé
L'histoire du prince de Ponthus commence au moment de l'invasion du roi musulman Broada, fils d'un puissant sultan, qui débarque à La Corogne avec une armée de 30 000 hommes et vainc le roi de Galice Thibour. Un noble de la cour réussit à sauver treize chevaliers, en plus de l'héritier Ponthus, qui s'exilent au royaume de Bretagne pour y demeurer trois ans. Ponthus se rend à la cour du roi de Bretagne, y rencontre la princesse Sidoine et tous deux tombent amoureux.
Peu après, les Maures attaquent la Bretagne et Ponthus remporte contre eux une victoire décisive qui sauve le royaume. Pour cet exploit, le roi le nomme connétable mais les calomnies du chevalier Gannelet l'amènent à décider d'habiter dans la forêt de Brocéliande. Les intrigues de cour de Gannelet finissent par l'envoyer au royaume d'Angleterre où il réussit non seulement à réconcilier les rois d'Angleterre et d'Irlande, mais également à sauver le royaume d'une attaque des Maures. Persuadé que l'amour que lui porte Sidoine est encore ardent, il quitte Londres pour la Bretagne afin de l'épouser. Il réussit à rassembler une puissante flotte de Bretons, de Normands et de Francs, qui attaque l'armée musulmane occupant La Corogne et les extermine, avec leur roi Broada. Une fois le trône de Galice récupéré, il retrouve sa mère, la reine galicienne, ainsi que son oncle le comte des Asturies.

## Histoire littéraire
Il existe 28 manuscrits, dont 23, tous datés du XVe siècle, sont exploitables. Dix éditions sont réalisées, et plusieurs traductions effectuées, dont une en néerlandais. Deux versions allemandes existent, dont l'une a été réalisée par Éléonore d'Autriche. Les manuscrits sont assez homogènes et peu de différences existent entre les versions qu'ils contiennent.

## Analyse
Une partie de l'action de ce roman se déroule dans une forêt nommée Brecelien, dont le toponyme est inspiré probablement de la forêt de Brecilien, qui est le nom que portait une partie de la forêt de Paimpont jusqu'à la Révolution française, et que certains rapprochent du nom de Brocéliande,. L'auteur du roman fait au reste preuve d'une bonne connaissance des lieux dans l'Ouest de la France entre Les Sables-d'Olonne et Bret (Brest), dont il se sert pour situer l'action. Il cite par exemple Vennes (Vannes), Renes, la Ville Rouge (Rennes), mais évoque aussi la fontaine des Merveilles appelée Bellenton, Bellenchon qu'il place donc "en la forest de Brecelien".
D'après Marie-Claude de Crécy, le roman n'est pas à proprement parler une œuvre originale, puisqu'il est inspiré du roman de Horn, poème anglo-normand de la fin du XIIe siècle. Il a suscité peu d'intérêt chez les spécialistes de la littérature médiévale, Paul Meyer le qualifiait de « faible ouvrage ». Ce jugement est repris avec la qualification « pauvre roman » dans le Dictionnaire des littératures de langue française. Si Gaston Paris estime à la fin du XIXe siècle que ce roman médiéval mérite une édition traduite en français moderne, il faut attendre 1997 pour en voir paraître la première édition critique de Marie-Claude de Crécy.

## Réception et influence
L'histoire de Ponthus et Sidoine fait l'objet d'une large diffusion au sein de la noblesse européenne aux XVe et XVIe siècles. Elle figure dans les plus importantes bibliothèques bretonnes et françaises, comme celle de Charlotte de Savoie, l'épouse du roi de France Louis XI. Cette histoire sert probablement de trame aux joutes tenues en 1449-1450 à Chalon-sur-Saône, dénommées Pas de la Fontaine aux Pleurs.

### Toponymes
L'auteur du Roman de Ponthus et Sidoine, a emprunté le thème de la « fontaine des Merveilles, que l'on dit de Bellenton » apparu dans la littérature du XIIe siècle avec le Roman de Rou de Wace et Yvain, le chevalier au lion de Chrétien de Troyes.
A son tour, le propriétaire d'une partie de la forêt de Paimpont en 1467, Guy XIV de Laval, commanditaire des Usements et coustumes de la forest de Brécilien l'a récupéré et placé dans le passé lointain de sa propre forêt en y installant également Ponthus et son château. Le hêtre de Ponthus qui aurait poussé sur les ruines du château du chevalier (on y voit toujours quelques pierres dispersées qui passent pour des vestiges,,) en serait le souvenir. Cependant, après que cet arbre est tombé lors de la tempête Ciaran dans la nuit du 1er au 2 novembre 2023, on constatait que son âge ne dépassait les 250 à 300 ans,.
Au XIXe siècle, l'apparition de Ponthus dans les Usements, est un des arguments qui soutiennent l'hypothèse qu'une source alors baptisée Barenton dans la forêt de Paimpont serait identique à la fontaine de Bellenton de Ponthus, de Berenton de Wace ou « la fontaine qui bout » de Chrétien, et Brecilien synonyme de Brocéliande. Une avenue de Paimpont a été baptisée « avenue du chevalier Ponthus » en 1994.

### Anecdote
Selon Charles Foulon, le comte (Guy XIV) de Laval a utilisé ce roman, afin de réclamer ses droits de préséance au Parlement de Bretagne sur le vicomte de Rohan. Comme preuve d'ancienneté supérieure à celle des Rohan, il prétendait d'avoir eu un ancêtre au nom de Pontus installé dans les terres de la forêt de Paimpont. Il y aurait existé un "château de Pontus", transformé plus tard en monastère et détruit en 1148. Cette destruction est reprochée à Éon de l’Étoile. Guy XIV de Laval est commanditaire des Usements et coustumes de la forest de Brécilien le 30 août 1467. La note de Charles Foulon figure dans une édition de la Bibliothèque de la Pléiade des Mémoires d'outre tombe de François-René de Chateaubriand. A cette endroit,Ch. Foulon fait référence au seul passage où Chateaubriand évoque la forêt de Brécheliant de Wace, qu'il situe dans les cantons de Fougères, Rennes, Bécherel, Dinan, Saint-Malo et Dol, donc loin à l'est de la forêt de Paimpont, pour l'identifier ensuite avec la forêt de Brécilien des Usements. M.-C. de Crécy  dans son édition Le roman de Ponthus et Sidoine renvoie à cette note de Ch. Foulon, mais uniquement en guise de preuve pour l'identité de la forêt de Paimpont, Brécilien jusqu'à la Révolution, et celle de Brécélien du roman. En tout cas, elle ne reprend pas la thèse de Charles Foulon dans sa propre argumentation. Que la référence à Ponthus soit intégrée dans les Usements afin de contrer les ambitions des Rohan, paraît douteux.